# Pschent
Pour l'hiéroglyphe égyptien, voir Pschent (hiéroglyphe égyptien S5).

Le Pschent.

Le pschent (skhemty) est le nom grec de la double couronne portée par les pharaons de l'Égypte antique. Elle est formée de l'enchâssement de deux couronnes distinctes :
- La couronne blanche ou Hedjet. Mitre blanche oblongue, couronne symbolisant le Sud (Haute-Égypte), associée au dieu Seth.
- La couronne rouge ou Decheret. Couronne plate à fond relevé, couronne symbolisant le Nord (Basse-Égypte), associée au dieu Horus.

Le nom égyptien de cette double couronne est skhemty, qui deviendra « pschent » par déformation de « pa-skhemty », « les deux puissants ».
De la partie arrière de la couronne rouge surgit une tige en spirale incurvée vers l'avant, nommée Khabet. Sur le pschent sont placés un cobra prêt à frapper, symbolisant Ouadjet (déesse de la Basse-Égypte), et un vautour pour Nekhbet, déesse de la Haute-Égypte.
Cette double couronne est un symbole politique puissant, proclamant l'union des Deux Terres, Haute et Basse-Égypte qui, notamment durant la période prédynastique et la Première Période intermédiaire, ont été divisées. Elle donne au roi sa légitimité sur le Nord comme sur le Sud et le présente comme le garant de cette union sans laquelle l'Égypte ne peut prospérer. Il semble que Narmer (Ménès) soit à l'origine de la première unification à la fin du quatrième millénaire avant notre ère.

La couronne représente aussi le hiéroglyphe S5 de la liste de Gardiner "sḫmty"
| S5 |

## Couronnes de l'Égypte antique
- Couronne Atef,
- Couronne blanche Hedjet,
- Couronne bleue Khépresh,
- Couronne Hemhem,
- Couronne Hénou,
- Couronne rouge Decheret,
- Couronne Ourerèt,
- Couronne Tjèni,
- Bandeau Seshed,
- Coiffe Némès,
- Double couronne Pschent.